# Damenbundesliga 2009 (Football)
Die Damenbundesliga (DBL) Saison 2009 war die 20. Spielzeit in der höchsten Spielklasse des American Football in Deutschland für Frauen.
Das Eröffnungsspiel der Saison 2009 bestritten die Berlin Kobra Ladies gegen die Mülheim Shamrocks am 9. Mai 2009 um 15 Uhr. Die DBL-Saison 2009 wurde von Mai bis September ausgetragen. Im Anschluss an die reguläre Saison fanden ein Halbfinale und das Finale, der Ladiesbowl XVIII statt.

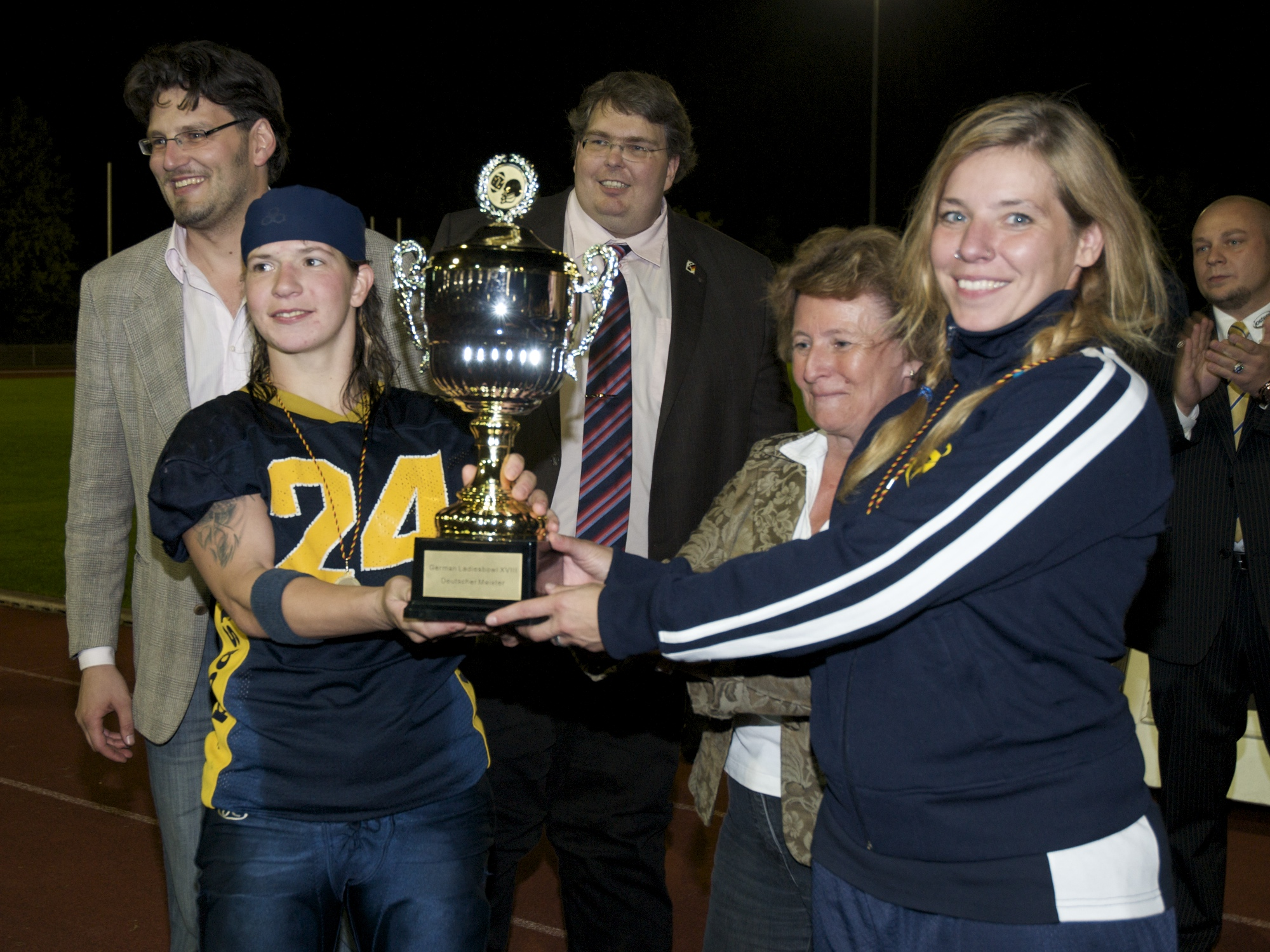
Pokalüberreichung 2009

Das Finale wurde am 19. September in Lübeck ausgetragen. Wie in der Vorsaisons gewannen die Berlin Kobra Ladies gegen die Nürnberg Hurricanes, in diesem Jahr mit 41:26.

## Modus

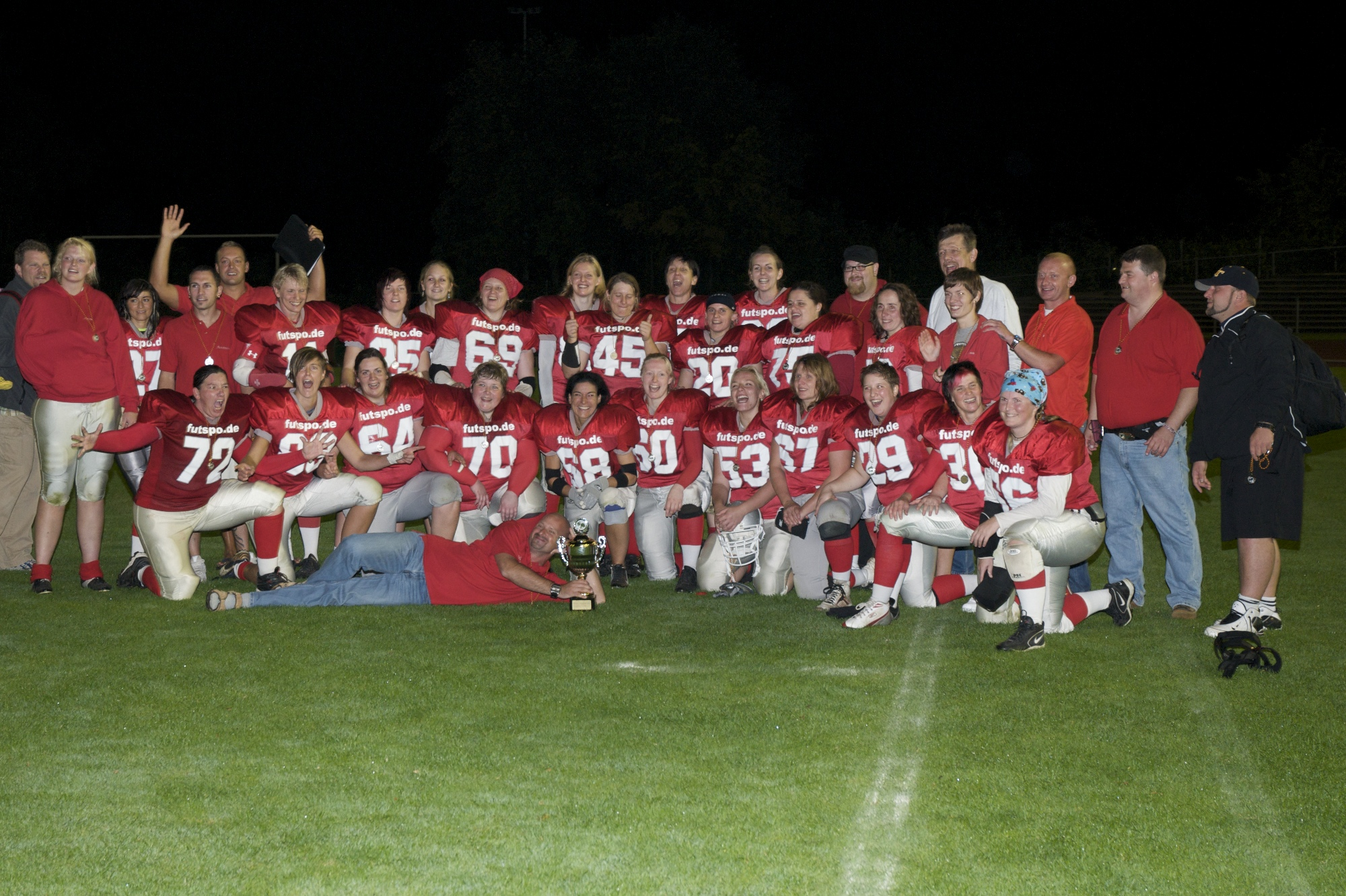
Nürnberg Hurricanes 2009

In der Saison 2009 traten insgesamt acht Teams in zwei getrennten Gruppen an (vier pro Gruppe). Jede dieser Gruppen trägt ein doppeltes Rundenturnier aus, wobei jedes Team einmal das Heimrecht genießt. Nach jeder Partie erhält die siegreiche Mannschaft zwei und die besiegte null Punkte. Bei einem Unentschieden erhält jede Mannschaft einen Punkt. Die Punkte des Gegners werden als Minuspunkte gerechnet. Nach Beendigung des Rundenturniers wird eine Rangliste ermittelt, bei der zunächst die Anzahl der erzielten Punkte entscheidend ist. Bei Punktgleichheit entscheidet der direkte Vergleich.
Nach den Rundenturnieren spielen die jeweils zwei bestplatzierten Mannschaften in zwei Play-off-Runden um die Deutsche Meisterschaft.

Pro Gruppe qualifizieren sich zwei Teams für die Play-offs: die Gruppenersten und -zweiten. In der ersten Runde der Play-offs, dem Halbfinale, spielen die Gruppen Nord und Süd über Kreuz gegeneinander, der jeweils Erstplatzierte spielt also gegen den Zweitplatzierten der anderen Gruppe. Hierbei genießen die Gruppenersten Heimrecht. Die siegreichen Teams treten im Ladiesbowl gegeneinander an.

## Teams
In der Gruppe Nord haben die folgenden Teams am Ligabetrieb teilgenommen:
- Berlin Kobra Ladies (zuvor in Gruppe Süd)
- Dresden Diamonds (zuvor in Gruppe Süd)
- Hamburg Amazons
- Mülheim Shamrocks

In der Gruppe Süd haben die folgenden Teams am Ligabetrieb teilgenommen:
- Cologne Falconets (erstmalige Ligateilnahme, Aufstieg aus DAL)
- Düsseldorf Pantherladies (zuvor in Gruppe Nord)
- Munich Cowboys Ladies
- Nürnberg Hurricanes

## Saisonverlauf
In diesem Jahr traten acht Teams in der DBL an. Die Cologne Falconets stiegen zur Saison aus der DBL2 auf während die Berlin Kobra Ladies, Dresden Diamonds und Düsseldorf Pantherladies die Gruppen wechselten.
Die Saison begann am 9. Mai mit einem Eröffnungsspiel der Berlin Kobra Ladies gegen die Mülheim Shamrocks, welches Berlin mit 43:12 gewann.
Nordmeisterinnen wurden ungeschlagen die Berlin Kobra Ladies, die im Halbfinale mit 46:6 gegen die Düsseldorf Pantherladies gewannen und damit im Ladiesbowl standen. Gruppenzweite wurden die Hamburg Amazons.
In der Süd-Gruppe verteidigten die Nürnberg Hurricanes ihren Meistertitel vor den Düsseldorf Pantherladies. Im Halbfinale gewann Nürnberg mit 46:0 gegen die Hamburg Amazons.
Das Saisonfinale, der Ladiesbowl XVIII, fand in diesem Jahr im Stadion Buniamshof in Lübeck mit Berlin Kobra Ladies und Nürnberg Hurricanes statt. Die Berlinerinnen führten bereits zur Halbzeit mit 27:14 und gewannen am Ende mit 41:26. Für die Berlinerinnen war es die dritte Meisterschaft insgesamt und in Folge.

### Abschlusstabellen
| Gruppe Nord | Gruppe Nord         | Gruppe Nord | Gruppe Nord | Gruppe Nord | Gruppe Nord | Gruppe Nord | Gruppe Nord |    | Gruppe Süd               | Gruppe Süd | Gruppe Süd | Gruppe Süd | Gruppe Süd | Gruppe Süd | Gruppe Süd | Gruppe Süd |
| #           | Team                | Punkte      | Sp          | S           | U           | N           | TD-Pkt.     | #  | Team                     | Punkte     | Sp         | S          | U          | N          | TD-Pkt.    |            |
| ----------- | ------------------- | ----------- | ----------- | ----------- | ----------- | ----------- | ----------- | -- | ------------------------ | ---------- | ---------- | ---------- | ---------- | ---------- | ---------- | ---------- |
| 1.          | Berlin Kobra Ladies | 12:00       | 6           | 6           | 0           | 0           | 267:180     | 1. | Nürnberg Hurricanes      | 12:00      | 6          | 6          | 0          | 0          | 257:320    |            |
| 2.          | Hamburg Amazons     | 07:50       | 6           | 3           | 1           | 2           | 104:111     | 2. | Düsseldorf Pantherladies | 06:60      | 6          | 3          | 0          | 3          | 096:740    |            |
| 3.          | Mülheim Shamrocks   | 03:90       | 6           | 1           | 1           | 4           | 030:127     | 3. | Munich Cowboys Ladies    | 6:6        | 6          | 3          | 0          | 3          | 075:144    |            |
| 4.          | Dresden Diamonds    | 02:10       | 6           | 1           | 0           | 5           | 025:170     | 4. | Cologne Falconets        | 00:12      | 6          | 0          | 0          | 6          | 046:224    |            |

Erläuterung: Play-off-Qualifikation, Stand: 19. September 2009 (Saisonende)
- Tie-Break: Düsseldorf gewinnt direkten Vergleich gegen München (20:19)

### Play-offs
|  | Halbfinale | Halbfinale                | Halbfinale |  |  | Ladiesbowl XVIII | Ladiesbowl XVIII     | Ladiesbowl XVIII |
|  |            |                           |            |  |  |                  |                      |                  |
|  |            |                           |            |  |  |                  |                      |                  |
|  | S1         | Nürnberg Hurricanes       | 46         |  |  |                  |                      |                  |
|  | N2         | Hamburg Amazons           | 0          |  |  |                  |                      |                  |
|  |            |                           |            |  |  | S1               | Nürnberg Hurricanes  | 26               |
|  |            |                           |            |  |  | N1               | Berlin Kobras Ladies | 41               |
|  | N1         | Berlin Kobras Ladies      | 46         |  |  |                  |                      |                  |
|  | S2         | Düsseldorf Panthersladies | 6          |  |  |                  |                      |                  |
|  |            |                           |            |  |  |                  |                      |                  |

Halbfinale
|                                     |                               |  |                     |                          |                 |  |                |
|                                     | Nürnberg 05.09.2009 15:00 Uhr |  | Nürnberg Hurricanes | \| \| 46 : 0 \| \| \| \| | Hamburg Amazons |  | Waldsportplatz |
| (13:0, 7:0, 20:0, 6:0) Spielbericht | Nürnberg 05.09.2009 15:00 Uhr |  | Nürnberg Hurricanes |                          | Hamburg Amazons |  | Waldsportplatz |
|                                     | 46 : 0                        |  |                     |                          |                 |  |                |
|                                     |                               |  |                     |                          |                 |  |                |

|                        |                             |  |                     |                          |                          |  |                     |
|                        | Berlin 06.09.2009 15:00 Uhr |  | Berlin Kobra Ladies | \| \| 46 : 6 \| \| \| \| | Düsseldorf Pantherladies |  | Stadion Wilmersdorf |
| (12:0, 7:6, 20:0, 7:0) | Berlin 06.09.2009 15:00 Uhr |  | Berlin Kobra Ladies |                          | Düsseldorf Pantherladies |  | Stadion Wilmersdorf |
|                        | 46 : 6                      |  |                     |                          |                          |  |                     |
|                        |                             |  |                     |                          |                          |  |                     |

Ladiesbowl XVIII
|                         |                             |  |                     |                           |                     |  |            |
|                         | Lübeck 19.09.2009 17:00 Uhr |  | Nürnberg Hurricanes | \| \| 41 : 26 \| \| \| \| | Berlin Kobra Ladies |  | Buniamshof |
| (6:14, 21:0, 0:6, 14:6) | Lübeck 19.09.2009 17:00 Uhr |  | Nürnberg Hurricanes |                           | Berlin Kobra Ladies |  | Buniamshof |
|                         | 41 : 26                     |  |                     |                           |                     |  |            |
|                         |                             |  |                     |                           |                     |  |            |